# Domicjusz Kalwinus
Domicjusz Kalwinus (łac. Gnaeus Domitius Calvinus) – rzymski senator, dowódca wojskowy i polityk z rodziny Domicjuszy.
Karierę polityczną rozpoczął jako trybun w roku 59 p.n.e. W roku 53 p.n.e., po pełnej przekupstw kampanii, wybrany na urząd konsula. Początkowo przeciwnik triumwiratu, z czasem został jednym ze stronników Cezara. Brał udział w bitwach pod Farsalos i Nikopolis. Po śmierci Cezara poparł Oktawiana, i mimo porażki w bitwie morskiej z siłami zwolenników republiki, został nagrodzony stanowiskiem konsula w 40 p.n.e., na następnie prokonsula Hiszpanii.